# Aythya affinis
La moretta americana o moretta grigia minore (Aythya affinis) è una piccola anatra tuffatrice nordamericana.

## Descrizione
Gli adulti sono lunghi 38–45 cm, con il becco azzurro e gli occhi gialli. I maschi adulti hanno la testa scura con riflessi viola, il petto nero, il dorso grigio chiaro, la coda nera e le parti inferiori bianche. Le femmine adulte hanno una banda bianca alla base del becco e la testa e il corpo bruni. Sono più piccole della moretta grigia, ma potrebbero discendere proprio da questa, o entrambe le specie potrebbero discendere da un antenato comune.
Può essere difficoltoso distinguere la moretta grigia e quella americana. I riflessi dai colori differenti sulla testa sono inattendibili, poiché le condizioni di luminosità variano, e questi uccelli sono spesso lontani dai margini dell'acqua.
La moretta americana si identifica meglio grazie alle sue dimensioni abbastanza più piccole, alla diversa forma della testa con la sommità posteriore appuntita e alla barra alare bianca che è visibile solamente sulle secondarie (in quella grigia si estende sulle primarie). Il maschio presenta anche delle vermicolature sul dorso. In Nordamerica, un grande stormo di morette può spesso comprendere entrambe le specie.

## Areale ed ecologia
Il loro habitat di nidificazione sono gli stagni paludosi in Alaska e in Canada occidentale. La moretta americana migra in stormi e sverna sui laghi, sui fiumi e sulle acque costiere riparate lungo la costa pacifica dal Nordamerica meridionale al Sudamerica settentrionale. Si trovano sulle acque dolci molto più spesso della moretta grigia. Questi uccelli si dirigono a sud quando i piccoli sono in grado di volare e ritornano agli inizi della primavera. In America Centrale, gli stormi sono presenti fin da luglio, ma sono veramente numerosi solamente dopo settembre. Si dirigono di nuovo a nord in aprile/maggio.
Sono visitatrici rare ma sembrano in aumento in Europa occidentale, dove per l'identificazione bisogna anche escludere ibridi dall'aspetto simile. Il primo avvistamento in Gran Bretagna fu quello di un maschio a Chasewater, nello Staffordshire, avvenuto agli inizi dell'inverno del 1987, ma a partire dal 2006 ne sono state avvistate più di 60.
Questi uccelli si immergono e nuotano sott'acqua, ma occasionalmente rimangono in superficie. Si nutrono soprattutto di molluschi e piante acquatiche. È stato riportato che sia la moretta americana che quella grigia hanno spostato le loro tradizionali rotte migratorie per usufruire della presenza delle cozze zebrate nel lago Erie. Questo fatto potrebbe costituire un rischio per questi uccelli, poiché le cozze zebrate sono efficienti filtratori e così accumulano rapidamente i contaminanti ambientali.
Nidificano piuttosto tardi in un luogo riparato sul suolo nei pressi dell'acqua. Le loro nidiate solitamente non schiudono prima di luglio e sono una delle specie di uccelli acquatici che migrano verso sud più in ritardo.